# 中国居民供应票证

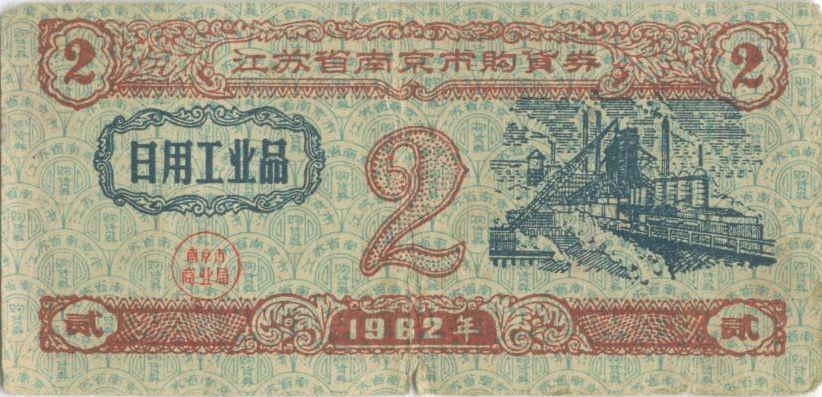
1962年，南京市发行的日用工业品购买票

中国居民供应票证，是中华人民共和国中央、地方两级政府在计划经济体制下，实行全民供给体制时，面向城镇居民所发行的商品购买凭证。从形式上可以分为簿册和单独的票证。簿册主要是“居民粮食供应本”（主要购买粮食、食用油）。票证依据购买的商品内容，又可分为粮票、副食品券、工业券。副食品券又细分为肉票、油票、鸡蛋票、糖票等。工业券亦可细分为布票、煤票、肥皂票、自行车票等。而以粮票为主的票证，则完全进入流通领域，甚至具有了货币的功能，例如一般食肆，除了人民幣以外，同時可以糧票結算。
在统购统销背景下，城镇居民的个人生存完全依赖于这些簿册和票证。“物物皆凭证”，有“命根子”之说，尤其是在发生大饥荒的1960年代初。

## 起源
中国工农红军时期，为了保证军需粮秣的及时供应，苏维埃根据地的党政机关和先后发行过借穀证、公粮票、行军米票、兑米票、领粮证、提粮证等粮食票证。
中华人民共和国成立后，尚未实行粮食统购统销，而是市场自由营销。但1950年初发行了“中央人民政府财政部公粮票证”，包括小米票、小麦票、花料票、公草票，用于“供给制之军政人员的食粮及在财政制度上特许使用粮票部分，此外一律禁用”，可到所在地粮库兑粮；使用至1952年8月31日。1951年9月施行了“中央人民政府财政部行军粮票”，用于军队行军途中向沿途粮库、供应站兑粮；使用至1953年1月。1951年7月施行了“中央人民政府财政部复员军人生产补助粮粮票”、1952年1月施行“中央人民政府财政部回乡转业建设军人资助粮粮票”、“中央人民政府财政部回乡转业建设军人资助粮兑换现金券”。

## 发行、申领和使用
1953年中央人民政府颁布《关于粮食的计划收购和计划供应的命令》，逐步建立粮食等农产品的统购统销政策。1955年8月25日，国务院下达《市鎮糧食定量供應暫行辦法》。9月5日，粮食部以行政命令形式发布暂行办法。同年，地方政府开始实行这项制度。此后，中国社会长期实行粮油凭票证供应制度。居民除在国有粮店凭供应本购买基本口粮外，在商店或饭店购买食品、商品时，必须同时支付票证和货币。
簿册和票证的发行，及粮食关系与户籍制度紧密挂钩。公安部在人口统计中把由政府计划供粮城镇居民划为“非农业户口”。城镇居民以户为单位，依照粮食户口领取居民粮食供应本（粮食计划指标册），有称购粮本、粮本或粮油本，以月份为期限在国有粮店购买粮食、食用油。粮票获取的主要途经，由城镇居民凭居民粮食供应本到指定国有粮店兑换。另对体力劳动者有所补贴。
改革开放后，商品供应逐渐充分。由于四三方案上马的若干大化纤成套设备陆续投产，极大缓解了纺织品供应问题，涤纶混纺布产量比六十年代末增长了三十多倍，国家陆续对部分纺织品实行减收或免收布票，敞开供应，只有部分纯棉布及部分棉服装收布票，且棉布与棉织品销量锐减滞销严重，1983年的布票回笼数是历年最少的一年，为此，1983年11月国务院决定并由商业部发表通告，从1983年12月1日对市场销售的棉布和絮棉临时免收布票和絮棉票，1984年不发布票和絮棉票，纺织品实行敞开供应，全国停止使用布票。1985年，粮食统购统销取消，同年政府放开粮食价格管控。1984年11月1日，深圳特区宣布取消所有购物票证。商品敞开供应后，进入1990年代，凭票供应制度已名存实亡。1992年11月，全國粮票被废除。1993年5月10日，北京开放粮油价格，並宣布粮票、油票、城镇居民粮食供应证停止使用。当时，有地方居民使用粮食供应本，是为领取肉食补贴。2001年5月1日，国家粮食局取消了《市镇居民粮食供应转移证明》，此前有关文件规定同时废止，但未正式取消居民粮食供应本，民众可保留也可不保留。

## 粮票
1953年11月，北京发行“面粉购买证”，这是北京地区最早的粮票。之后，各级政府机构发行大量不同名称、数量、用途的粮票。1955年11月，全国开始正式发行粮票。粮票为1955年开始中国政府在计划经济体制下，伴随粮食定量供应在流通领域面向普通民众发行的粮食及粮食制品供应凭证。粮票按发行机构的不同，可分为全国粮票、军用粮票、地方粮票和划拨粮票四种。当时供应的粮食除了细粮（北方主要指面粉，南方主要指大米）外，还有粗粮和杂粮，因此出现鲜薯/白薯/薯面/山芋干票、玉米票、土豆/马铃薯/山药票等。1993年2月起，全国取消了粮票、油票，非农业户籍人员的“粮油定量供应关系”。

### 面值和时效
最初的粮票采用16两制计量，1959年改为10两制（市兩）计量，从1985年起改为公斤制（公斤和市斤并存、混用）。面额有壹钱（仅江苏省南京市发行过）、半两（很少）、壹两、贰两、伍两、壹斤、贰斤、拾斤，甚至百斤、千斤（很少，多为军用粮票或划拨粮票）的。有长期有效，年内有效，单月或双月有效多种。

### 票面

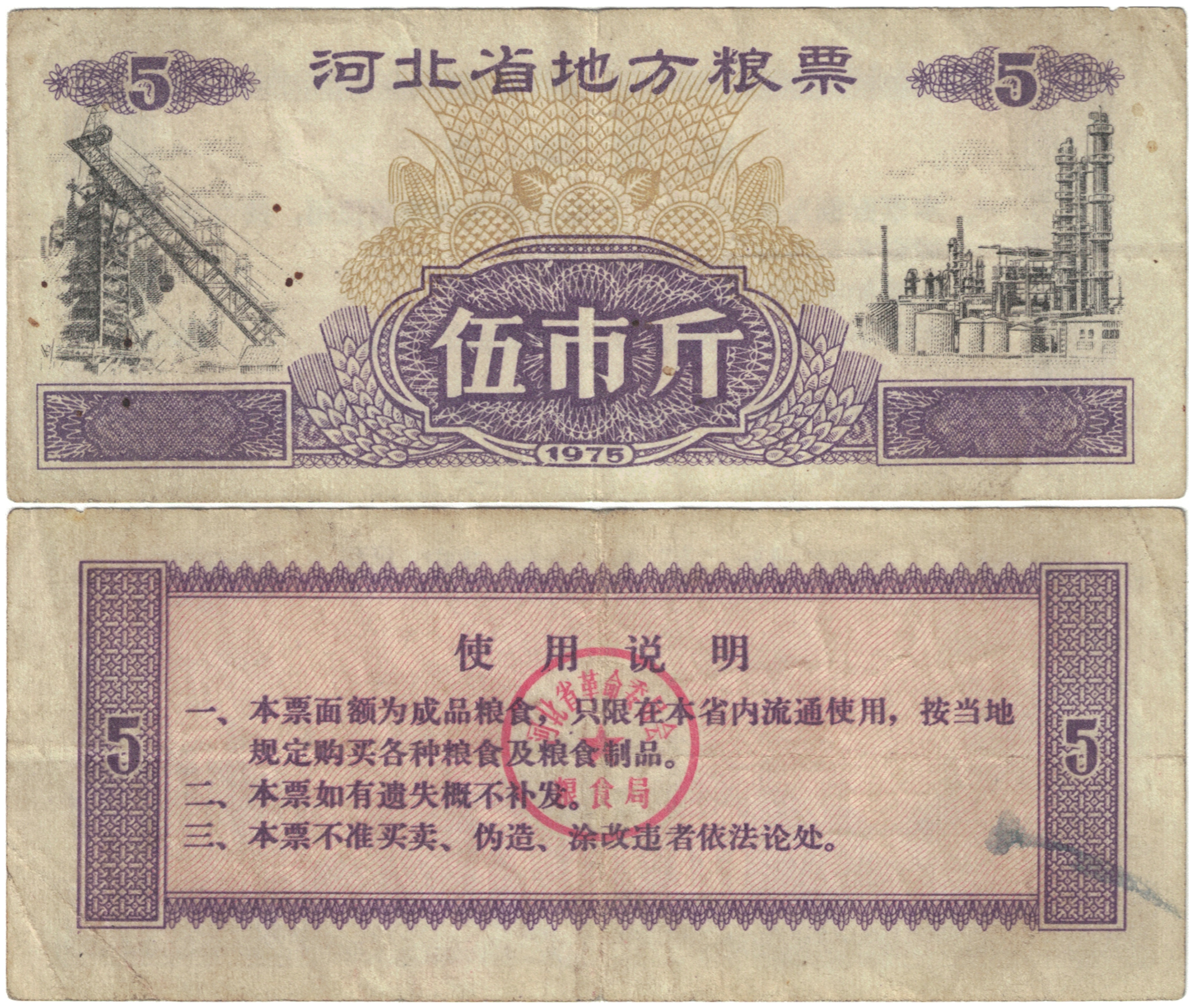
1975河北省地方糧票 伍市斤

粮票票面设计均采取线条装饰图案，粮食发行机关印章均为方形，每套票的票幅规格一样，粮票的上边一般有齿孔。1967年－1974年，粮票也充满政治色彩，票面以“革命圣地”、“工农兵形象”、毛主席语录（“必须把粮食抓紧”等）为装饰图案的主要表现内容。票幅最大的是1957年粮食部发行的“军用定额支票”，四枚票幅一致，均为150毫米×67毫米，竟与信封差不多大小；而最小的则是浙江省发行的10市斤粮票，为8毫米×9毫米，只有指甲盖大小。

### 糧信
「糧食介紹信」簡稱「糧信」，與糧票有同等效力，只限在甲糧站到乙糧站一對一的區間範圍流通，取得和使用糧信都受到嚴格限制。

## 其它票证

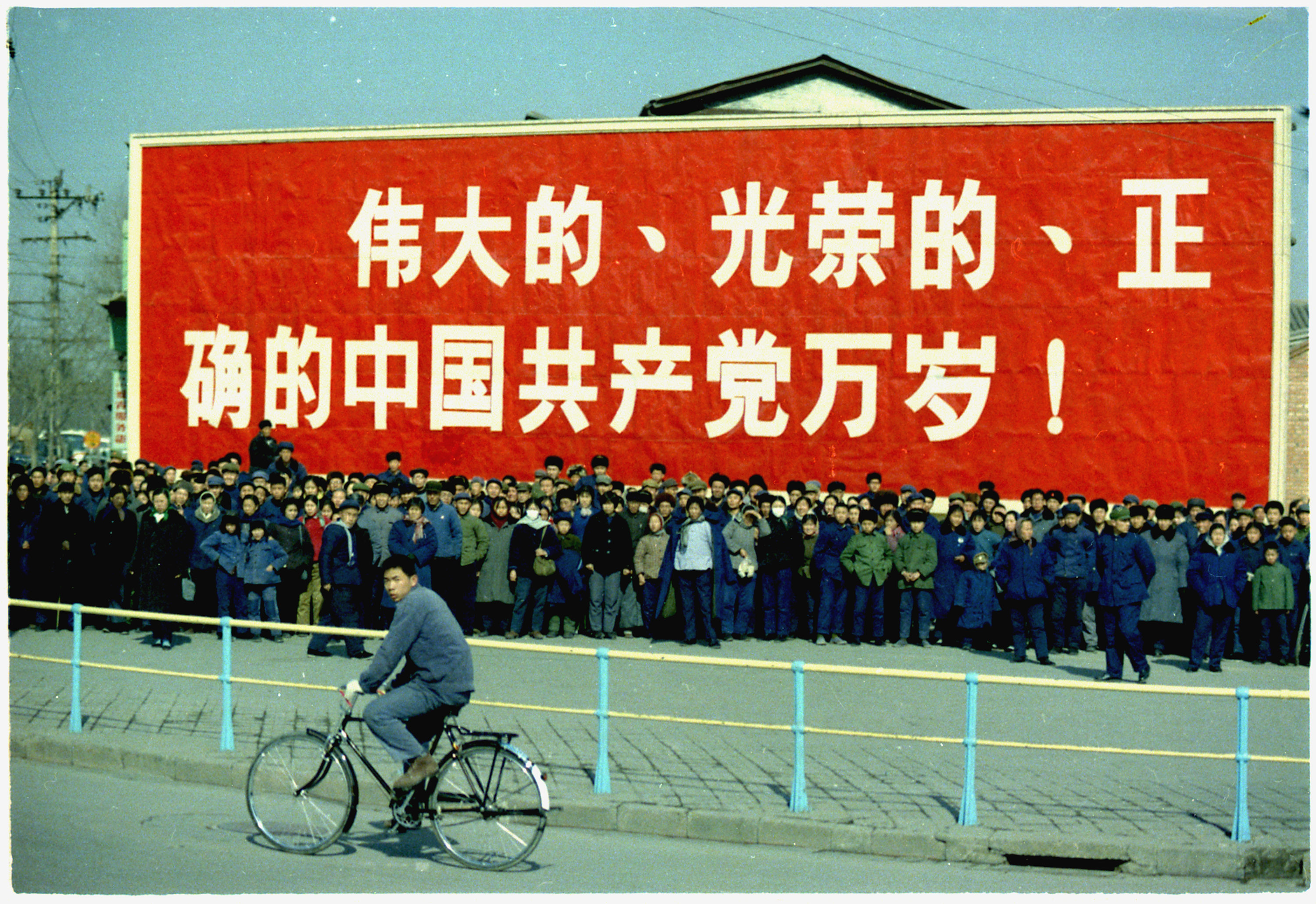
1972年2月21日，尼克松访华，在路边迎接的民众，服装普遍为黑、灰、蓝、绿色

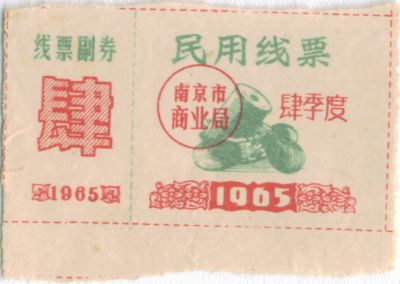
1965年，南京市发行的民用线票

与粮食相同，其它生活用品同样长期处于匮乏状态。1960年，中共中央决定减少民用棉布供应。北京市居民全年定额4尺5寸。三年困难时期结束后，略为增加发行。1969年3月4日，中共中央发出通知，规定人均棉布定量为16尺1寸。即普通民众所说的一丈五尺（有说一丈五尺七寸）布票。这次通知，使人均布票定额比上年增加7尺1寸。同时地方调剂用布，规定人均1尺，比上年增加5寸，民众买蚊帐布减收布票。当年人均消费21尺6寸，比上年增加6尺。城乡居民每年的定额仅够成年人制作一身衣服。普通民众对服装以耐穿为目的，有“新三年，旧三年，缝缝补补又三年”之说。同时服装款式少，颜色单一，以为青、蓝、绿三色为主。即使这样，普通民众仍可能因贫困无力购买服装。
除布票外，针对农民发放的农村购货券，有奖励布票、饲料票之类。但这是政府超额收购农产品后给予的奖励，并非针对农业人口进行的普遍配给。城镇居民日常生活所使用的票证大体可分为，副食品劵和工业劵。有作者归纳总结为八类，除粮票外，如下：
- 食油类：食油票、香油票、杂油票、豆油票、菜油票、定额油票和补助油票等
  - 河南省镇平县发行1965年的“伍分伍厘油票”，“相当于当时每人每餐的定额”，实际仅有几滴油，有时工作人员临时下乡，在老百姓家里吃饭时，就要向其支付一张这样的油票[11][26]
- 肉蛋类：有肉蛋票、牛肉票、羊肉票、猪肉票、鱼票、荤食票等，针对特殊人群则有产妇蛋票、婴儿糖票等，一般由地方发行
- 副食类：通用的副食票、副食证，细分的花生票、粉条票、食盐票、碱面票、酱油票、瓜子票、土豆/大葱/白菜（蔬菜）票等
  - 太原市曾发行过面值“1厘”的副食券，仅能换取一两颗糖球[26]
- 工业品类：城市工业品购货券、纺织工业品购买证等
  - 家庭及个人轻工业用品：手表票、自行车票、缝纫机票、录音机票、大衣柜票等
- 棉织品类：布票、鞋票、棉花票、民用线票、补助布票、奖售布票、计生布票、绒衣票、汗衫票、背心票、裤衩票、胶鞋票、棉鞋票等，发给产妇的“油布票”，可买三尺油布[27]
  - 部分地方发行的布票，最小面值仅有“1市寸”，买缝衣线一度也收布票，一寸布票可买一小团[27][28]。而新疆甚至发行过“1厘米”布票[26]。
- 日用杂品类：煤票、烟票、灯泡票、脸盆票、炉子票、烟筒票等
- 生产资料类：饲料票、化肥票、柴油票、汽油票、煤油票、钢材票等

另外，各地发行的具有地方特色的票证，如重庆的糯米票、石家庄的白酒票、保定的花生改粉条票、天津的鱼票和鞋面票、景德镇的杂柴票、北京市的烟筒票和炉子票，以及地方商业机构为节日和结婚发行的各种限时性票证等。
而中国境内的侨眷，可根据所持侨汇的多少，按照官方汇率换取“侨汇券”，上面附有粮票、布票、棉票、副食品购买券、工业品购买券等各种票证，持有者可凭以上票证到当地的“华侨商店”换取部分生活必需品或紧俏高档商品。

## 特殊货币
包括粮票在内，有些人会将这些票证在黑市上买卖交易；当时票证买卖为部分无业者的谋生手段。这样的交易被称作“投机倒把”，是被官方列入重点打击的对象。轻者行政拘留、没收非法所得，重者判处管制、劳动教养、有期徒刑等。20世纪60年代初中国的大饥荒时代，曾有人因为饥饿画粮票而被治罪。
1993年取消粮票后，它虽然失去了使用价值，却被一些人用于收藏，形成了一个不小的集粮票市场。一般的市价每枚5元到300元不等；辽宁省1955年发行的第一套粮票，2004年市价超过1,500元。全国各地都成立了集粮票协会，民间还不定期出版《中华粮刊》、《粮票》等集藏刊物。